# Граймерат (Трір-Саарбург)
Граймерат (нім. Greimerath) — громада в Німеччині, розташована в землі Рейнланд-Пфальц. Входить до складу району Трір-Саарбург. Складова частина об'єднання громад Кель-ам-Зе.
Площа — 12,12 км2. Населення становить 989 ос. (станом на 31 грудня 2020).

## Галерея

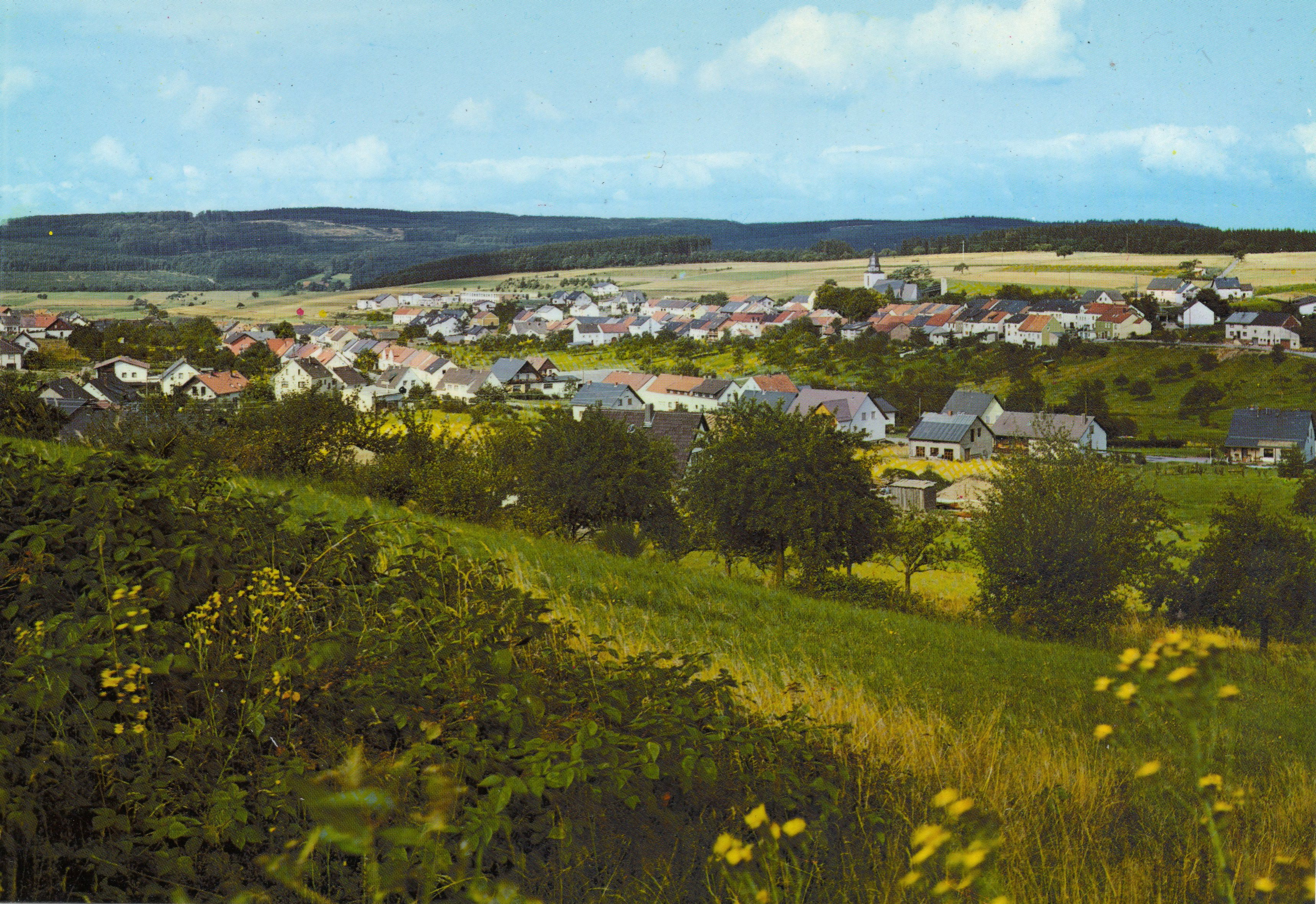
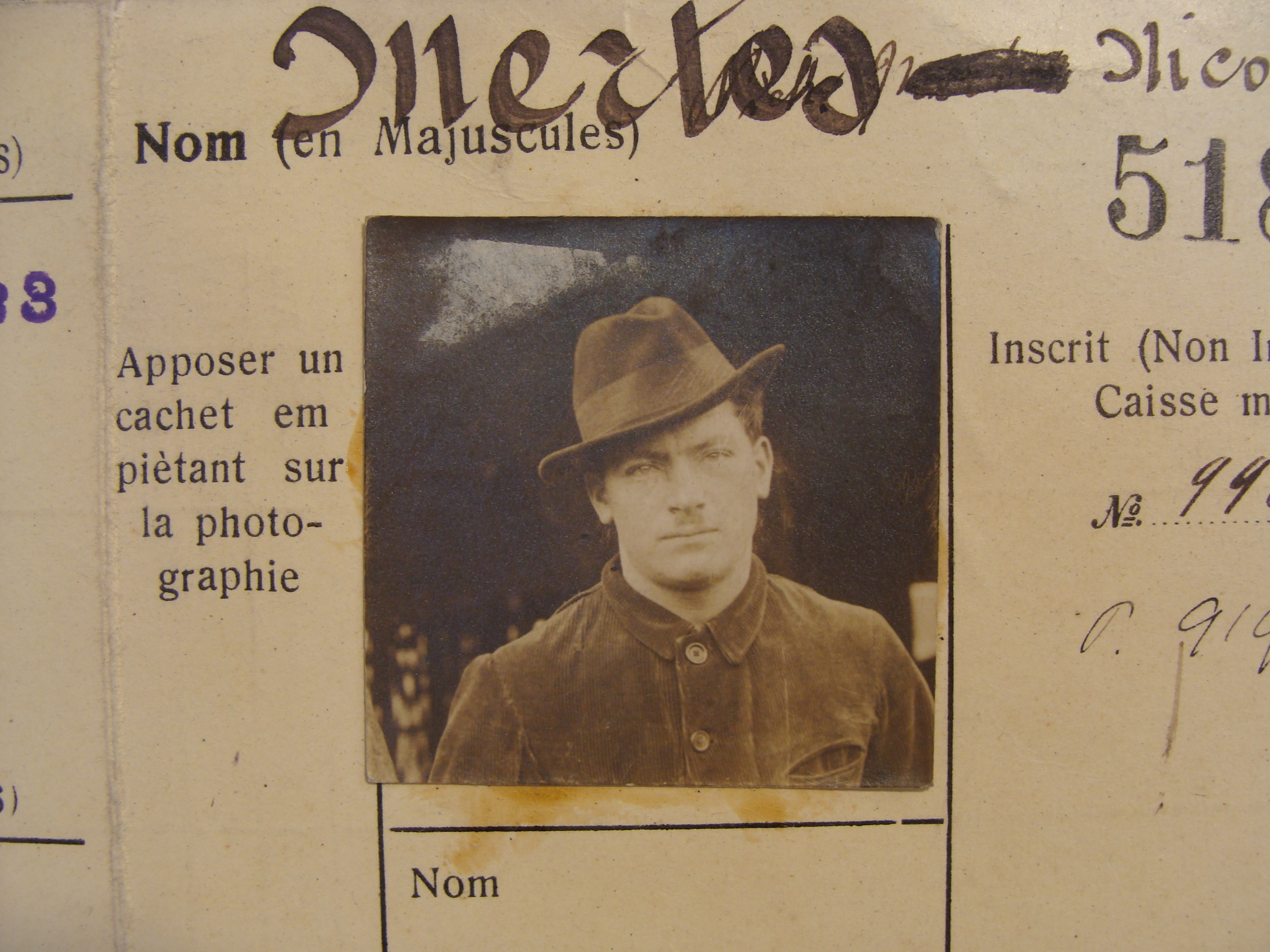
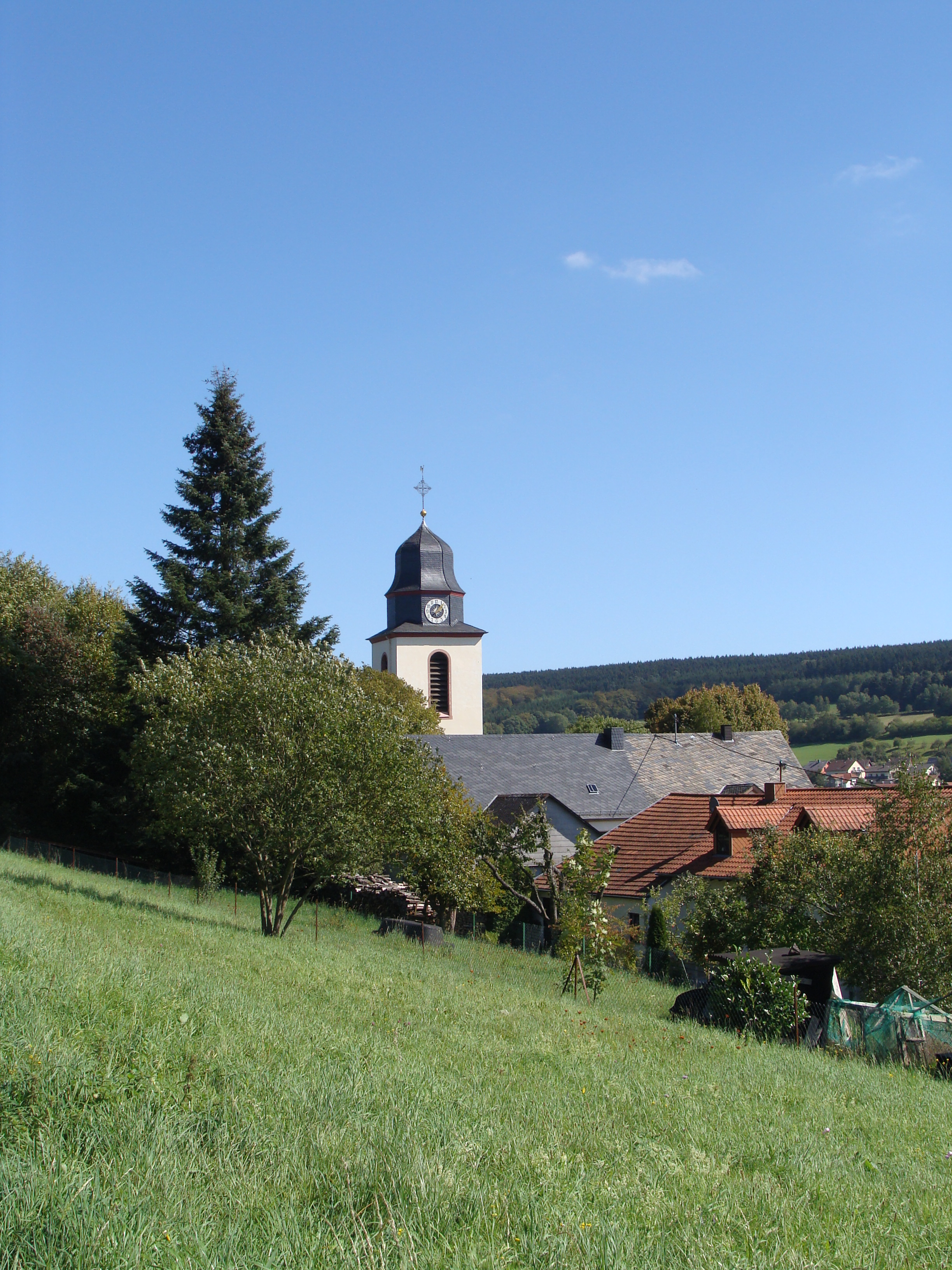